# Вектор вероватноће
Вектор вероватноће или стохастички вектор је вектор (матрица-колона) са ненегативним вредностима чији је збир свих елемената тачно 1.
Неки примери вектора вероватноће су:
{\displaystyle x_{0}={\begin{bmatrix}0.5\\0.25\\0.25\end{bmatrix}},\;x_{1}={\begin{bmatrix}0\\1\\0\end{bmatrix}},\;x_{2}={\begin{bmatrix}0.65\\0.35\end{bmatrix}},\;x_{3}={\begin{bmatrix}0.3\\0.5\\0.07\\0.1\\0.03\end{bmatrix}}.}